# Mistrzostwa Świata Mężczyzn w Curlingu 1968
Mistrzostwa Świata Mężczyzn w Curlingu 1968 rozgrywane były w Pointe Clair Arena, w Pointe Clair, Quebec, w Kanadzie. Rywalizowało ze sobą 8 reprezentacji. Tytuł mistrzów świata powrócił do Kanadyjczyków. 

## Reprezentacje
| Kraj              | Skip                   | Trzeci          | Drugi             | Otwierający      |
| ----------------- | ---------------------- | --------------- | ----------------- | ---------------- |
| Francja           | Pierre Boan            | Martino Parodi  | Guy Parodi        | Francois Parodi  |
| Kanada            | Ron Northcott          | Jimmy Shields   | Bernie Sparkes    | Fred Storey      |
| RFN               | Werner Fischer-Weppler | Herbert Kellner | Rolf Klug         | Heinz Kellner    |
| Norwegia          | Thor Andersen          | Lars Askersrud  | Øivind Tandberg   | Anders Landemoen |
| Stany Zjednoczone | Bud Somerville         | Bill Strum      | Al Gagne          | Tom Wright       |
| Szkocja           | Chuck Hay              | John Bryden     | Alan Glen         | David Howie      |
| Szwajcaria        | Franz Marti            | Ueli Stauffer   | Peter Staudenmann | Rudolf Rütti     |
| Szwecja           | Roy Berglöf            | Kjell Grengmark | Sven Carlsson     | Stig Håkansson   |

## Wyniki

### Klasyfikacja końcowa
| # | Kraj              |
| - | ----------------- |
| 1 | Kanada            |
| 2 | Szkocja           |
| 3 | Stany Zjednoczone |
| 4 | Szwecja           |
| 5 | Francja           |
| 5 | Norwegia          |
| 5 | Szwajcaria        |
| 8 | RFN               |

### Finał
|        | Wynik |         |
| ------ | ----- | ------- |
| Kanada | 8 - 6 | Szkocja |

### Półfinały
|        | Wynik  |                   |
| ------ | ------ | ----------------- |
| Kanada | 12 - 2 | Stany Zjednoczone |

### Round Robin

#### Klasyfikacja
| # | Kraj              | Wygranych | Przegranych |           |
| - | ----------------- | --------- | ----------- | --------- |
| 1 | Szkocja           | 7         | 0           | →Finał    |
| 2 | Kanada            | 6         | 1           | →Półfinał |
| 3 | Stany Zjednoczone | 5         | 2           | →Półfinał |
| 4 | Szwecja           | 4         | 3           | -         |
| 5 | Francja           | 2         | 5           | -         |
| 5 | Norwegia          | 2         | 5           | -         |
| 5 | Szwajcaria        | 2         | 5           | -         |
| 8 | RFN               | 1         | 6           | -         |

#### Sesje
| Sesja |                   | Wynik   |                   |
| ----- | ----------------- | ------- | ----------------- |
| 1     | Szkocja           | 16 - 8  | RFN               |
| 1     | Szwecja           | 14 - 5  | Francja           |
| 1     | Kanada            | 21 - 7  | Szwajcaria        |
| 1     | Stany Zjednoczone | 18 - 7  | Norwegia          |
| 2     | Kanada            | 10 - 6  | Stany Zjednoczone |
| 2     | Szwajcaria        | 11 - 10 | Norwegia          |
| 2     | Szkocja           | 13 - 7  | Szwecja           |
| 2     | Francja           | 13 - 8  | RFN               |
| 3     | Szwecja           | 22 - 5  | RFN               |
| 3     | Szkocja           | 15 - 4  | Francja           |
| 3     | Stany Zjednoczone | 17 - 6  | Szwajcaria        |
| 3     | Kanada            | 13 - 8  | Norwegia          |
| 4     | Norwegia          | 12 - 11 | Francja           |
| 4     | Szwajcaria        | 16 - 6  | RFN               |
| 4     | Kanada            | 7 - 5   | Szwecja           |
| 4     | Szkocja           | 11 -6   | Stany Zjednoczone |
| 5     | Stany Zjednoczone | 8 - 4   | Szwecja           |
| 5     | Szkocja           | 10 - 5  | Kanada            |
| 5     | Norwegia          | 12 - 10 | RFN               |
| 5     | Francja           | 12 - 6  | Szwajcaria        |
| 6     | Szkocja           | 19 - 8  | Szwajcaria        |
| 6     | Szwecja           | 15 - 11 | Norwegia,         |
| 6     | Stany Zjednoczone | 14 - 6  | Francja           |
| 6     | Kanada            | 19 - 6  | RFN               |
| 7     | Kanada            | 23 - 5  | Francja           |
| 7     | Stany Zjednoczone | 16 - 5  | RFN               |
| 7     | Szkocja           | 13 - 8  | Norwegia          |
| 7     | Szwecja           | 20 - 6  | Szwajcaria        |